# 旧州镇 (田林县)
旧州镇，是中华人民共和国广西壮族自治区百色市田林县下辖的一个乡镇级行政单位。

## 行政区划
旧州镇下辖以下地区：
旧州村、板坚村、那度村、平满村、者务村、平林村、广龙村、央白村、平保村、南合村、板仰村、示甫村、徕周村和者念村。